# Тарбагатай (Тарбагатайский район)

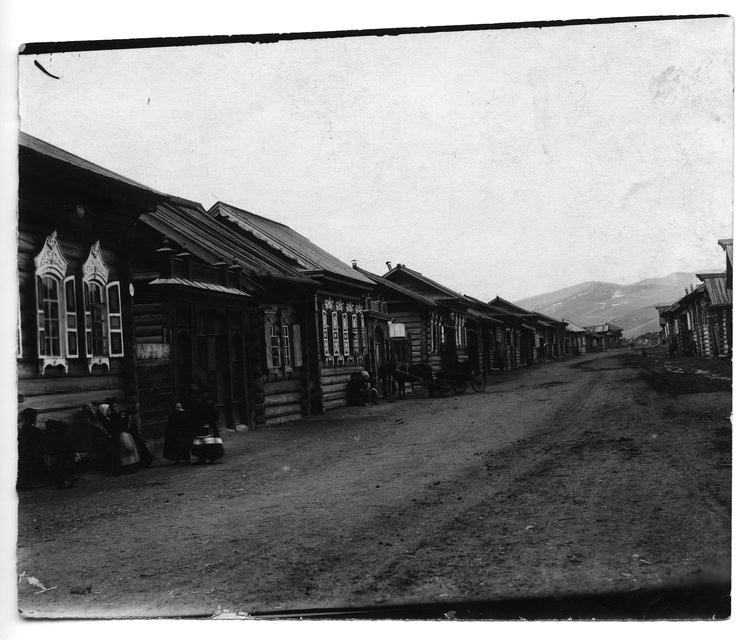
Улица Тарбагатая в начале XX века.

Тарбагата́й (бур. Тарбагатай) — село, административный центр Тарбагатайского района Республики Бурятии и Тарбагатайского сельского поселения.
Население — 4250 чел. (2021).
Одно из крупнейших старообрядческих сёл Забайкалья.

## Этимология
Местные жители называли село Тарбагатай. Упоминается также как слобода Паргабентей. Топоним Тарбагатай широко известен в местах расселения монгольских народов и имеет соответствующее монгольское происхождение, так, например, на бур. тарбагата имеет значение «[место, где] имеются тарбаганы (сурки)».

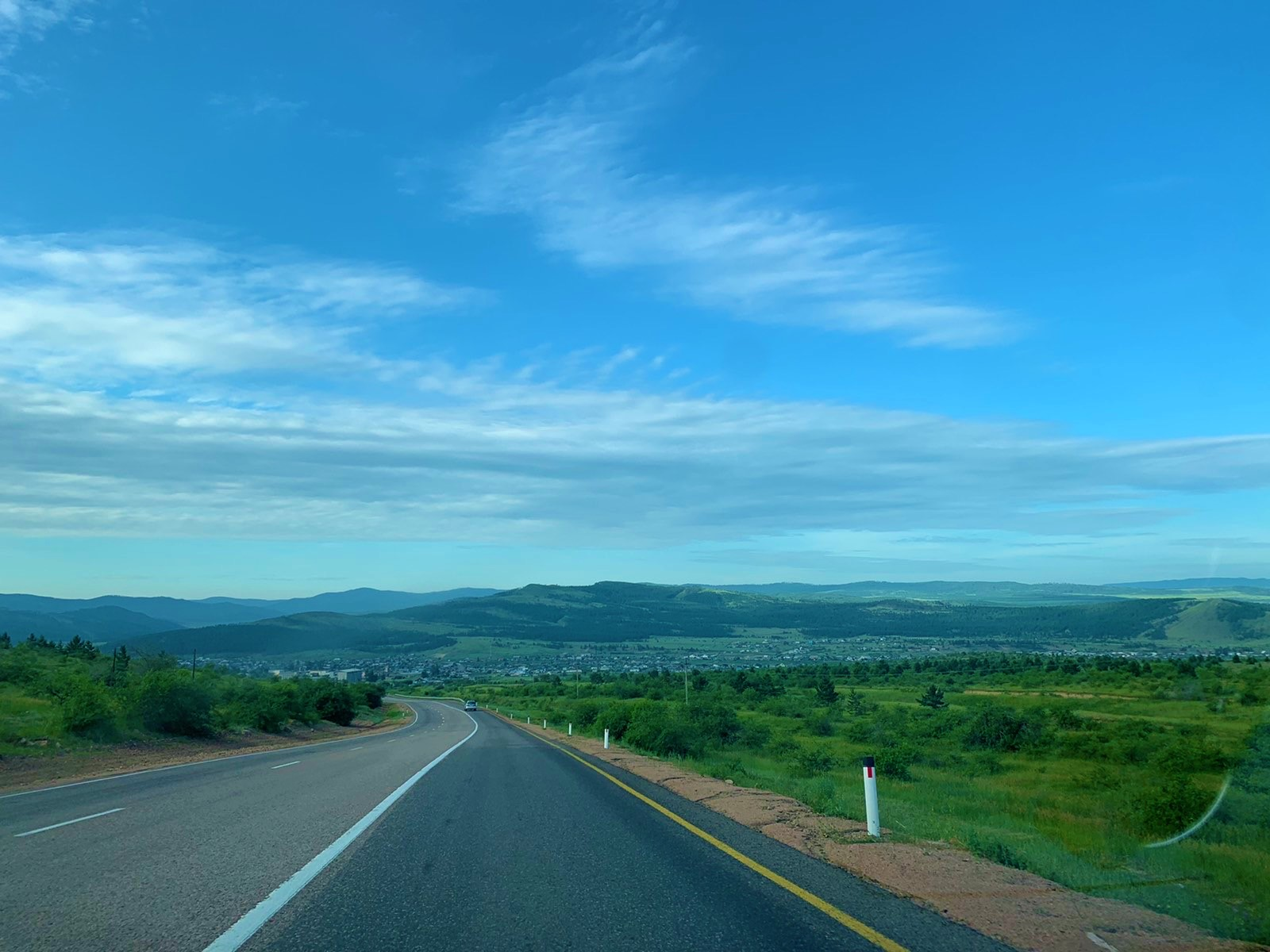
Село Тарбагатай. Вид с автотрассы Улан-Удэ-Чита

## География
Расположено по реке Куйтунке (правый приток Селенги) при впадении речки Тарбагатайки (от бур. тарбагата — тарбаганья), в 65 км к юго-западу от Улан-Удэ на федеральной автомагистрали Р258 «Байкал», проходящей с севера на юг. Также через село с запада на восток проходит региональная автодорога Улан-Удэ — Тарбагатай — Окино-Ключи.

## История
В 1734 году слобода состояла из 15 дворов пашенных крестьян. Жители просили в Иркутской епархии разрешения построить часовню Преподобных Зосимы и Савватия Соловецких Чудотворцев с возможностью в будущем пристроить алтарь и создать церковь. Разрешение на строительство часовни было выдано 13 сентября 1734 года. Через 10 лет при содействии комиссара Григория Фирсова часовня преобразовалась в Зосимо-Савватисвскую церковь. Церковь была освящена 5 августа 1746 года.
В 1765 году в селе поселились старообрядцы — семейские, сосланные из отошедших от Польши к Российской империи земель вокруг города Ветка.
В 1810 году была построена старообрядческая часовня.
В начале 1824 года писатель А. И. Мартос отметил в селе две церкви (Зосимо-Савватиевскую и Николая Чудотворца), 110 домов и 700 ясачных жителей. Зажиточные (не очень богатые) крестьяне распахивали по 100 десятин земли, держали до 100 голов крупного рогатого скота, 300—500 овец, до 100 лошадей.
В сентябре 1830 года из Читинского острога в Петровский Завод перевели декабристов. В Тарбагатае у них был день отдыха (три перехода после Верхнеудинска, то есть примерно 9 сентября). В своих «Записках» барон А. Е. Розен оставил небольшое описание села.
О селе упоминает Николай Некрасов в поэме «Дедушка».
— «Где ж та деревня?» — «Далёко,
Имя ей: Тарбагатай,
Страшная глушь, за Байкалом…
Так-то, голубчик ты мой,
Ты ещё в возрасте малом,
Вспомнишь, как будешь большой…»
С 1849 года в январе проходила Тарбагатайская ярмарка.
В середине XIX века в Тарбагатае жило 900 человек.
В конце XIX века в селе была построена церковь Белокриницкого согласия.
В 1911 году в селе было:
- Православных церквей — 2
- Единоверческих церквей — 1
- Старообрядческих молелен — 3
- Жилых домов частных — 510
- Домов общественных — 3
- Общественных хлебозапасных магазинов — 3
- Сельских церковно-приходских школ и начальных училищ — 1
- Казённых винных лавок — 1
- Кузниц — 6
- Сельских тюрем — 1
- Ледников — 1
- Мукомольных водяных мельниц — 5
- Паровых мельниц — 1[12].

В 1919 году было 539 дворов (из них 465 старообрядческих) и 3391 жителей.
В период гражданской войны, в декабре 1919 года, в Тарбагатай был отправлен карательный отряд под командой Жирнова численностью 300 человек. Отряд был разбит красными партизанами. Жирнов по приговору населения был расстрелян. 25 декабря 1919 года был создан Военно-революционный штаб Северного фронта, начали работать оружейные мастерские. 31 декабря из Верхнеудинска в карательную экспедицию была направлена «Дикая дивизия» под командованием генерала Левицкого. 1 января она заняла сёла Колобки и Кардон. Партизаны Тарбагатая, руководимые командующим Северным фронтом Лещенко, организовали оборону на Омулёвой сопке. Бой на Омулёвке продолжался пять часов. На помощь партизанам вышло население Тарбагатая. Атака «Дикой дивизии» была отбита. Через 10 дней генерал Левицкий, получив в подкрепление отряд есаула Измайлова, вышел из Верхнеудинска на Тарбагатай. Наступление шло со стороны Селенги и сёл Ганзурино и Бильчир. Атака конницы была отбита, но Ганзурино было сдано «Дикой дивизии». Позднее Ганзурино было отбито, а «Дикая дивизия» отступила в направлении Гусиного озера.
В феврале 1920 года в селе был издан единственный номер газеты «Известия ЦИКа Советов Прибайкалья».
В ноябре 1923 года в Тарбагатае создана ячейка РКСМ. 31 декабря 1923 года в селе открылся клуб в память павших борцов за свободу. 8 января 1924 года в сельской школе был дан первый детский спектакль.
В 1925 году открылся агропункт и опытное поле. Впервые в селе появился агроном.
30 мая 1926 года открылась изба-читальня. 19 августа 1926 года завершилось строительство больницы на 20 коек. Здание больницы стало одним из самых больших строений в Верхнеудинском округе.
В 1927 году в Тарбагатае была открыта ШКМ (школа крестьянской молодежи), в настоящее время средняя школа. До этого времени в селе действовала церковно-приходская школа.
Летом 1928 года проведена телефонная линия от Верхнеудинска до Тарбагатая.
Летом 1928 года в селе снимался эпизод фильма «Потомок Чингисхана» — «Смерть командира». В роли жены командира партизанского отряла снималась местная жительница Дарья.
Весной 1932 года в Тарбагатае была создана Верхнеудинская машинно-тракторная станция (МТС) с 20 тракторами. В 1935 году при Тарбагатайской МТС начала работать школа шофёров.
1 октября 1933 года ВЦИК постановил перенести центр Верхнеудинского аймака из города Верхнеудинска в селение Тарбагатай с переименованием Верхнеудинского аймака в аймак «Тарбагатайский».
23 октября 1935 года село было электрифицировано. Электростанцию мощностью на 200 лампочек построила Тарбагатайская МТС.
В 1985 году была образована Тарбагатайская детско-юношеская спортивная школа. В 1993 году ДЮСШ была переименована в Тарбагатайский детско-юношеский центр физической подготовки.

## Население
| 1959 | 1989  | 2002  | 2010  | 2021  |
| ---- | ----- | ----- | ----- | ----- |
| 2989 | ↗4618 | ↘4246 | ↗4308 | ↘4250 |

## Инфраструктура
- средняя общеобразовательная школа
- два детских сада

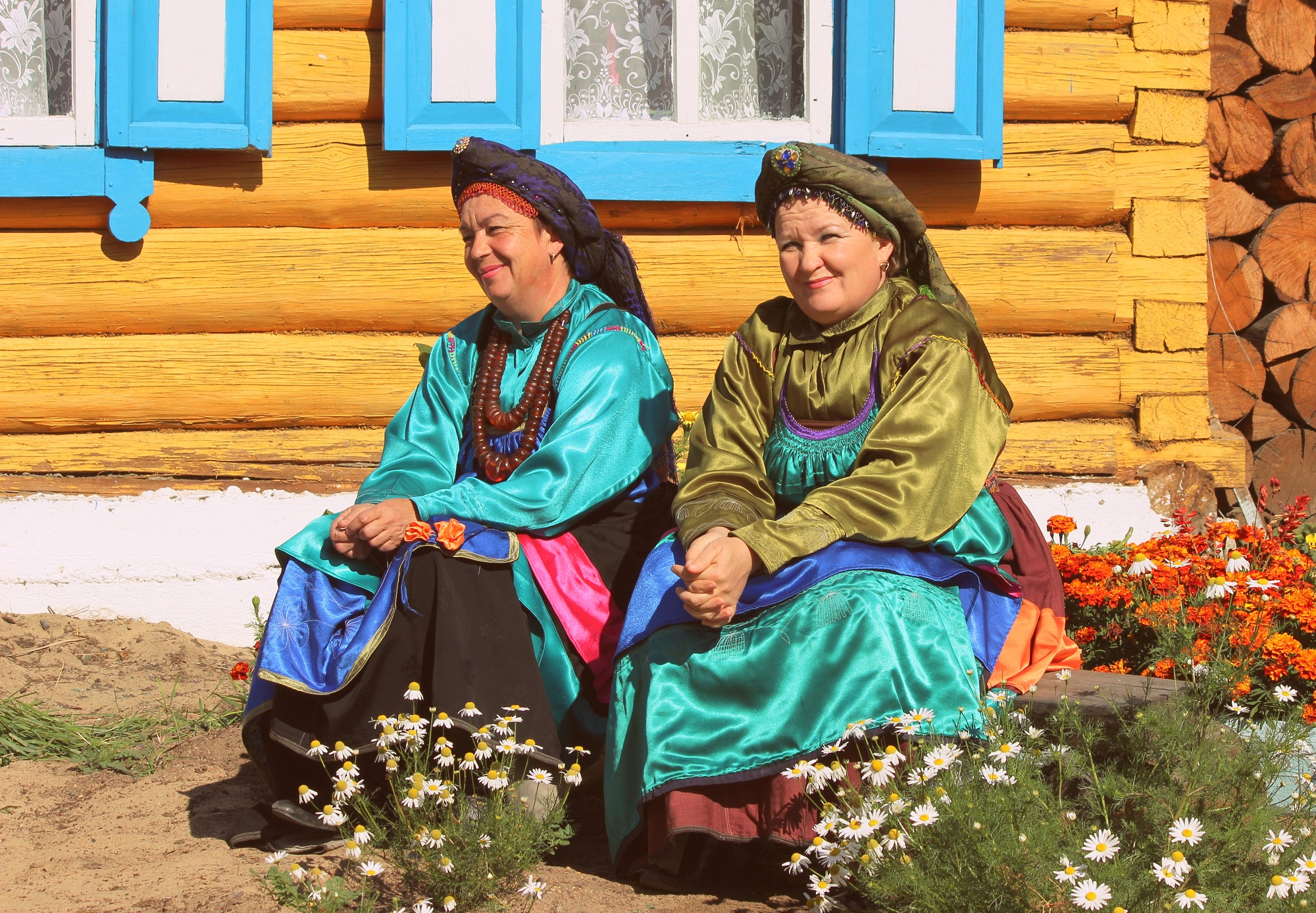
Семейские

- центр дополнительного образования детей
- детско-юношеская спортивная школа
- районный Дом культуры
- районная библиотека
- школа искусств
- центральная районная больница
- реабилитационный центр для несовершеннолетних
- Тарбагатайский народный музей «Элементы семейской старины» (основан в 1982 году)

## Достопримечательности

### Церковь иконы «Державная»
Церковь иконы Божией Матери «Державная» — православный храм, относится к Улан-Удэнской епархии Бурятской митрополии Русской православной церкви.

### Никольский храм
Никольский храм — православный храм, относится к Русской древлеправославной церкви. Построен в 2003 году.

### Памятники истории
- Здание, где в волостном правлении размещался штаб партизан Тарбагатайского фронта. Ул. Ленина, 16.
- Дом С. И. Чебунина, в котором вела революционную работу большевистская организация и находилась явочная квартира. Ул. Ленина, 25.
- Памятник в честь сражения партизан Тарбагатайского фронта с белогвардейцами на горе Омулёвка 2 января 1920 года. 2 км севернее села.

## Средства массовой информации
Газета «Тарбагатайская нива» издаётся с 1931 года. Прежние названия газеты: «За сельхозкадры», «Победа», «Заря коммунизма», «Заветы Ильича».

### Радио
- 104,5 Радио России / Бурятское Радио
- 105,8 Баргузин FM (ПЛАН)
- 107,2 Радио России / Бурятское Радио